# Aleksandr Jakovlevič Bereznjak
Alexander Jakovlevič Bereznjak (Александр Яковлевич Березняк in cirillico; Bojarkino, 29 dicembre 1912 – Dubna, 7 luglio 1974) è stato un ingegnere sovietico, progettista di aeroplani ed ingegnere capo dell'ufficio tecnico OKB 2.

## Biografia
Nacque il 29 dicembre 1912 a Bojarkino, nel distretto di Ozërskij, regione di Mosca. Nel 1931 entrò a lavorare presso l'industria dell'aviazione, e divenne membro convinto del Partito Comunista sovietico nel 1932. Nel 1938 si laureò presso l'Istituto di aviazione di Mosca, noto anche come Ordžonikidze Institut, entrando poi in qualità di ingegnere presso l'ufficio sperimentale OKB-293 diretto da Viktor Fëdorovič Bolchovitinov. Mentre lavorava presso tale ufficio tecnico progettò, insieme all'ingegner Aleksej Michajlovič Isaev, il primo aereo da caccia con propulsione a razzo dell'URSS, il Bereznjak-Isaev BI, dotato di motore a propellente liquido sviluppato da Leonid Stepanovič Duškin che volò per la prima volta nel 1941 nelle mani del capo collaudatore, Boris Nikolaevič Kudrin. Dopo la fine della seconda guerra mondiale,  nel corso del 1946 assunse l'incarico di vice capo-ingegnere presso l'OKB-2 assumendo la carica di capo ingegnere nel corso del 1947. Nel 1957 diviene direttore del MKB Raduga che si occupava della progettazione di missili, e poi dottore in scienze tecnologiche (1968), e decorato lavoratore della scienza e della tecnologia dell'Unione delle Repubbliche Socialiste Sovietiche (1973). Muore il 7 luglio 1974 a Dubna, nella regione di Mosca, venendo sepolto nella capitale, presso il cimitero Vvedenskij.
Insignito del Premio Lenin nel corso del 1961 per il progetto del missile antinave P-15 Termit (nome in codice NATO SS-N-2 Stynx), del Premio di Stato dell'URSS per la scienza e la tecnologia nel 1971, per il missile Raduga Kh.22M (AS-4 Kitchen), dell'Ordine di Lenin, dell'Ordine della Rivoluzione d'ottobre, dell'Ordine della Bandiera rossa del lavoro, e di numerose altre medaglie.

## Progetti e realizzazioni
- BI:  primo aereo con propulsione a razzo sovietico e primo aereo da caccia con propulsione a razzo del mondo. Venne sviluppato dagli ingegner Bereznjak e A. M. Isaev tra il 1940 e il 1944. Ne vennero costruiti otto esemplari, matricole da BI-1 a BI -8, impiegati per scopi sperimentali.
- I-302P
- I-346: aereo sperimentale transonico (1946)
- I-466: progetto di un aereo intercettore con propulsione a razzo, sviluppato insieme all'ingegner Siegfried Günther[1]
- I-468: progetto di un aereo da intercettazione, sviluppato tra il 1948 e il 1949.[1]
- I-470: prevista versione di produzione del tipo precedente.[1]